# Johannes Campanus
Pour les articles homonymes, voir Campanus.
Ne doit pas être confondu avec Johannes Campanus de Novare.
Johannes Campanus (né vers 1500 à Maaseik, évêché de Liège, mort vers 1575, peut-être à Juliers ; parfois écrit « Johann » Campanus) est un prêcheur anabaptiste flamand qui dans les années 1530 parcourut la Rhénanie (notamment le duché de Juliers) en propageant l’antitrinitarisme. Disciple du prophète anabaptiste Melchior Hoffman (c.1495-1543), un tenant de la doctrine de Zwingli sur l’eucharistie, Campanus fut, comme lui, en butte aux accusations de Martin Luther lors du concile de Flensbourg le 8 avril 1529. Hoffman défendait une version pragmatique de l'eucharistie et du ministère chrétien (opposée à l'interprétation miraculeuse des Luthériens) : selon lui, il ne s’agissait là que d’exhortations à l’union spirituelle en Christ. 
La doctrine antitrinitarienne de Campanus nous est connue par le pamphlet de Johannes Bugenhagen « Contre les Antitrinitariens » (Lübeck, 1530). Dans une lettre ouverte autobiographique de 1531 écrite en latin, Sébastien Franck exhorte Campanus à militer pour la liberté de pensée pour combattre les hérésies.